# 沃尔夫数学奖
沃尔夫数学奖（Wolf Prize in Mathematics）是沃尔夫奖的一个奖项，因爲数学界的最高荣誉菲尔兹奖只每4年頒給40歲以下的數學家，此獎項在阿貝爾獎出現之前被認爲是最接近諾貝爾獎的獎項。获得该奖项的华裔有二位，皆有美国国籍，分別是已故数学家陈省身及数学家丘成桐。

## 獲獎者名单[1]
| 年份          | 名字                       | 國籍            | 獲獎原因                                                                                                 |
| ------------- | -------------------------- | --------------- | --- |
| 1978年        | 伊斯拉埃爾·蓋爾范德        | 苏联            | 對泛函分析及群表示論的研究，以及對數學及其應用的多領域重大貢獻                                           |
| 1978年        | 卡爾·西格爾                | 西德            | 對數論、多複變數理論及天體力學的研究                                                                     |
| 1979年        | 讓·勒雷                    | 法國            | 使用拓撲方法研究微分方程的先驅性開發與應用                                                               |
| 1979年        | 安德烈·韋伊                | 法國            | 出色地引入代數幾何方法來研究數論                                                                         |
| 1980年        | 昂利·嘉當                  | 法國            | 對代數拓撲、複分析及同調代數的先驅性研究，以及對一代數學家的卓越領導                                     |
| 1980年        | 安德雷·柯爾莫哥洛夫        | 苏联            | 對傅里葉分析、概率論、遍歷理論及動力系統的深層次發現                                                     |
| 1981年        | 拉爾斯·阿爾福斯            | 芬兰            | 對幾何函數理論的強力新方法創造與重大發現                                                                 |
| 1981年        | 奥斯卡·扎里斯基              | 美国            | 融入交換代數來開發出代數幾何現代方法的創造者                                                             |
| 1982年        | 哈斯勒·惠特尼              | 美国            | 對代數拓撲、微分幾何及微分拓撲的研究                                                                     |
| 1982年        | 馬克·格雷高利耶維奇·克列因 | 苏联            | 對泛函分析及其應用的基礎性貢獻                                                                           |
| 1983年 / 84年 | 陳省身                     | 美国 · 中華民國 | 對全域微分幾何的傑出貢獻，深切地影響了所有的數學                                                         |
| 1983年 / 84年 | 保羅·艾狄胥                | 匈牙利          | 對數論、組合數學、概率、集合論及數學分析的大量貢獻，以及對世界各國數學家的個人激勵                       |
| 1984年 / 85年 | 小平邦彦                   | 日本            | 對研究複流形及代數簇的傑出貢獻                                                                           |
| 1984年 / 85年 | 漢斯·盧伊                  | 西德 · 美国     | 開發出現今已成經典且不可或缺的偏微分方程                                                                 |
| 1986年        | 塞繆爾·艾倫伯格            | 美国            | 對代數拓撲及同調代數的基礎性研究                                                                         |
| 1986年        | 阿特勒·塞爾伯格            | 挪威            | 對數論、離散群及自守形式的創新深刻研究                                                                   |
| 1987年        | 伊藤清                     | 日本            | 對純粹及應用概率論的基礎性貢獻，特別是隨機微積分                                                         |
| 1987年        | 彼得·拉克斯                | 美国            | 對數學分析及應用數學的多方面傑出貢獻                                                                     |
| 1988年        | 弗里德利希·希策布鲁赫      | 西德            | 結合拓撲學、代數幾何和微分幾何、及代數數論的研究，以及對數學協作與研究的激勵                             |
| 1988年        | 拉爾斯·霍爾曼德爾          | 瑞典            | 對現代分析的基礎性研究，特別是將偽微分算子與傅里葉積分算子應用於線性偏微分方程                           |
| 1989年        | 阿爾伯托·考爾德倫          | 阿根廷          | 對奇異積分及其於重要偏微分方程應用的突破性研究                                                           |
| 1989年        | 約翰·米爾諾                | 美国            | 對幾何學的精妙且高度創新的發現，為拓撲學在代數、組合和微分的方向開展了新的前景                           |
| 1990年        | 恩尼奥·德·喬吉             | 義大利          | 對偏微分方程及變分法的創新主意及基礎性成就                                                               |
| 1990年        | 伊利亞·皮亞特茨基-沙皮羅   | 以色列 · 美国   | 對齊性定義域、離散群、群表示論及自守形式的多方面基礎性貢獻                                               |
| 1991年        | 未授獎                     |                 | |
| 1992年        | 倫納特·卡爾森              | 瑞典            | 對傅里葉分析、複分析、擬共形映射及動力系統的基礎性貢獻                                                   |
| 1992年        | 約翰·湯普森                | 美国            | 對有限群理論以及它與其他數學分支的關聯的全方面深切貢獻                                                   |
| 1993年        | 米哈伊爾·格羅莫夫          | 俄羅斯 · 法國   | 對全域黎曼和辛幾何、代數拓撲、幾何群論及偏微分方程理論的革命性貢獻                                       |
| 1993年        | 雅克·蒂茨                  | 比利时 · 法國   | 對代數架構理論及其他群類的先驅性及基礎性貢獻，尤其是廈理論                                               |
| 1994年 / 95年 | 尤爾根·莫澤爾              | 德国 · 美国     | 對哈密頓力學穩定性的基礎性研究，以及對非線性微分方程深切且有影響力的貢獻                                 |
| 1995年 / 96年 | 羅伯特·朗蘭兹              | 加拿大          | 對數論、自守形式及群表示論的先驅性研究及非一般的洞察力                                                   |
| 1995年 / 96年 | 安德魯·懷爾斯              | 英国            | 對數論及相關領域的精彩貢獻，對基礎性猜想的重大進展，以及為費馬大定理下了定論                             |
| 1996年 / 97年 | 約瑟夫·凱勒                | 美国            | 深切且創新的各樣貢獻，尤其是電磁、光、聲波的傳播，以及流體、固體、量子及統計力學                         |
| 1996年 / 97年 | 雅科夫·西奈                | 俄羅斯 · 美国   | 對統計力學、動力系統的遍歷理論及其物理應用的縝密數學方法的基礎性研究                                     |
| 1998年        | 未授獎                     |                 | |
| 1999年        | 拉兹洛·洛瓦兹              | 匈牙利 · 美国   | 對組合數學、理論電腦科學及組合優化的傑出貢獻                                                             |
| 1999年        | 艾利亞斯·斯坦              | 美国            | 對古典及歐氏傅里葉變換的貢獻，以及透過其清晰的教導及著作對新一代數學家的影響                             |
| 2000年        | 拉烏爾·博特                | 匈牙利 · 美国   | 對拓撲學及微分幾何及其對李群、微分算子、數學物理應用的深層次發現                                         |
| 2000年        | 讓-皮埃爾·塞爾             | 法國            | 對拓撲學、代數幾何、代數和數論的許多基礎性貢獻，以及他那富有啟發性的課程和著作                           |
| 2001年        | 弗拉基米爾·阿諾爾德        | 俄羅斯          | 對數學多個領域的深層次且具影響力的研究，包括動力系統、微分方程及奇點理論                                 |
| 2001年        | 薩哈讓·謝拉赫              | 以色列          | 對數理邏輯及集合論以及它們在其他數學領域的應用的多項基礎性貢獻                                           |
| 2002年 / 03年 | 佐藤幹夫                   | 日本            | 創立代數分析，包括超函數理論和微函數理論、完整量子場論及孤波方程的大一統理論                             |
| 2002年 / 03年 | 約翰·泰特                  | 美国            | 創立代數數論的基礎概念                                                                                   |
| 2004年        | 未授獎                     |                 | |
| 2005年        | 格雷高利·馬古利斯          | 俄羅斯          | 對代數的重大貢獻，尤其是半單純李群的晶格理論，及其對遍歷理論、表示論、數論、組合數學及測度理論的顯著應用 |
| 2005年        | 謝爾蓋·彼得羅維奇·諾維科夫 | 俄羅斯          | 對代數拓撲和微分拓撲，及數學物理的基礎性和先驅性研究，特別是引入代數幾何方法                             |
| 2006年 / 07年 | 斯蒂芬·斯梅爾              | 美国            | 對微分拓撲、動力系統、數學經濟及其他數學領域具影響力及突破性的貢獻，                                     |
| 2006年 / 07年 | 哈里·弗斯騰伯格            | 美国 · 以色列   | 對遍歷理論、概率、拓撲動力學、對稱空間和均勻流分析的深切貢獻                                             |
| 2008年        | 皮埃爾·德利涅              | 比利时          | 對霍奇理論、韋伊猜想、黎曼－希爾伯特對偶和研究，以及對算術的貢獻                                         |
| 2008年        | 菲利普·A·格里菲瑟茨        | 美国            | 對霍奇構造的變化和阿貝爾積分的週期理論的研究，以及對複微分幾何的貢獻                                     |
| 2008年        | 大衛·芒福德                | 美国            | 對代數曲面及幾何不變量理論的研究，以及為現代曲線模的代數理論和Θ函數所打下的基礎                          |
| 2009年        | 未授獎                     |                 | |
| 2010年        | 丘成桐                     | 美国            | 對幾何分析的研究，在幾何和物理許多領域都有着深切且戲劇性的影響                                           |
| 2010年        | 丹尼斯·蘇利文              | 美国            | 對代數拓撲和共形動力學的創新性貢獻                                                                       |
| 2011年        | 未授獎                     |                 | |
| 2012年        | 迈克尔·阿什巴赫            | 美国            | 對有限群理論的研究                                                                                       |
| 2012年        | 路易斯·卡法雷利            | 阿根廷 · 美国   | 對偏微分方程的研究                                                                                       |
| 2013年        | 乔治·莫斯托                | 美国            | 對幾何及李群的基礎性及先驅性研究                                                                         |
| 2013年        | 迈克尔·阿廷                | 美国            | 對代數幾何的基礎性貢獻，他的數學成就是驚人地既寬且深                                                     |
| 2014年        | 彼得·萨那克                | 南非 · 美国     | 對數學分析、數論、幾何及組合數學的深層次貢獻                                                             |
| 2015年        | 詹姆斯·亚瑟                | 加拿大          | 對迹公式的杰出贡献以及约化群的自守形式理论上的基础性贡献                                                 |
| 2016年        | 未授獎                     |                 | |
| 2017年        | 查尔斯·费夫曼              | 美国            | 为他们在代数和几何领域做出的惊人贡献                                                                     |
| 2017年        | 理查德·肖恩                | 美国            | 为他们在代数和几何领域做出的惊人贡献                                                                     |
| 2018年        | 亚历山大·贝林森            | 美国            | 对几何学及数学物理的界面的研究取得突破性进展                                                             |
| 2018年        | 弗拉基米爾·德林費爾德      | 俄羅斯 · 美国   | 对几何学及数学物理的界面的研究取得突破性进展                                                             |
| 2019年        | 让-弗朗索瓦·勒高尔         | 法國            | 对随机过程理论作出深刻高雅的贡献                                                                         |
| 2019年        | 格雷戈里·劳勒              | 美国            | 对循环擦除随机游走作出开创性的全面研究                                                                   |
| 2020年        | 西蒙·唐纳森                | 英国            | 对微分几何和拓扑学的贡献                                                                                 |
| 2020年        | 雅科夫·埃利亚什伯格        | 美国            | 对微分几何和拓扑学的贡献                                                                                 |
| 2021年        | 未授獎                     | 未授獎          | |
| 2022年        | 喬治·盧斯蒂格              | 美国 · 匈牙利   | 对表示论及相关领域作出开创性贡献                                                                         |
| 2023年        | 英格麗·多貝西              | 比利时          | 对小波分析和应用谐波领域作出开创性贡献                                                                   |
| 2024年        | 阿迪·薩莫爾                | 以色列          | 對數學密碼學作出基礎性貢獻                                                                               |
| 2024年        | 諾加·阿隆                  | 以色列          | 對組合數學和理論計算機科學作出基礎性貢獻                                                                 |
| 2025年        | 未授獎                     | 未授獎          | |

## 參照
1. ↑  .   [2014-08-16]. （原始内容存档于2019-05-20）.
2. ↑  . 中國時報 (中時媒體集團). 2010-02-13  [2010-02-13]. Authors list列表中的|first1=缺少|last1= (帮助)[永久]
3. ↑  .   [2022-10-06]. （原始内容存档于2019-03-30）.
4. ↑  .   [2022-10-06]. （原始内容存档于2020-01-12）.
5. ↑  .   [2022-10-06]. （原始内容存档于2022-02-08）.